# Catherine de Mecklembourg-Schwerin
 Catherine de Mecklenbourg-Schwerin (née le 14 avril 1518 morte le 17 novembre 1581) est une princesse allemande qui règne comme douairière sur le duché de Chojnów (allemand: Hainau) en Silésie de 1570 à sa mort.

## Biographie
Catherine est la fille de Henri V de Mecklembourg-Schwerin et de sa seconde épouse, Hélène du Palatinat (en), fille du prince-électeur Philippe Ier du Palatinat. Le 3 mars 1538, elle épouse Frédéric III de Legnica, avec qui elle a six enfants dont Henri XI de Legnica et Frédéric IV de Legnica. Devenue veuve en 1570, elle reçoit comme douaire ou Oprawa wdowia pour son veuvage la cité et le duché de Chojnów (en allemand Hainau) où elle règne jusqu'à sa mort.